# Luc Boltanski
Luc Boltanski (Parigi, 4 gennaio 1940) è un sociologo francese.

## Biografia
Allievo di Pierre Bourdieu, è stato il principale artefice del rinnovamento delle scienze sociali francesi alla fine degli anni ottanta. I suoi saggi hanno avuto un'influenza di lungo periodo sull'economia politica (specialmente sull'economia delle convenzioni), sulla sociologia e sulla storia economica e sociale. I suoi lavori più recenti riguardano l'aborto  e l'articolazione fra strutturalismo e fenomenologia.
Nel corso degli anni Ottanta, Boltanski ha continuato ad esplorare empiricamente casi di ingiustizia e di discriminazione nei luoghi di lavoro. 
Nel 1985 ha fondato il Groupe de Sociologie Politique et Morale all'École des Hautes Études en Sciences Sociales, presso la quale è tuttora direttore di ricerca, con cui ha intrapreso un programma di ricerca di analisi sistematica dei nessi fra dimensione morale e dimensione politica della vita collettiva. Nella seconda metà degli anni ottanta ha preso le distanze dagli assunti della cosiddetta sociologia critica, sviluppando semmai una "sociologia della critica" per "prendere sul serio" gli attori e le loro competenze. È soprattutto nel corso di momenti di disputa e critica che le persone "de-singolarizzano" le proprie posizioni mostrando i punti di contatto fra il proprio caso e situazioni più generali.
È direttore di ricerca presso la Scuola di studi superiori in scienze sociali di Parigi

## Opere

### Anni Settanta
- Luc Boltanski, Le bonheur suisse, Paris, Ed. de Minuit, 1966.
- Luc Boltanski, Prime éducation et morale de classe, Paris, EHESS, 1969.
- Luc Boltanski, Taxinomies populaires, taxinomies savantes: les objets de consommation et leur classement, Revue française de sociologie, 11(1), 1970, p. 34-44.
- Luc Boltanski, P. Maldidier, Carrière scientifique, morale scientifique et vulgarisation , Information sur les sciences sociales, 9(3), 1970, p. 99-118.
- Luc Boltanski, Les usages sociaux du corps, Annales. Économies, sociétés, civilisations, 26(1), 1971, p. 205-233.
- Luc Boltanski, P. Bourdieu e P. Maldidier, La défense du corps, in Social Science Information, vol. 10, n° 4, pp. 45–86, 1971
- Luc Boltanski, Puericultura e morale di classe, Firenze, Guaraldi, 1972.
- Luc Boltanski, La missione civilizzatrice della scuola: l'acculturazione dei barbari, in M. Barbagli, Scuola, potere e ideologia, Bologna, Il Mulino, 1972.
- Luc Boltanski, L'espace positionnel: multiplicité des positions institutionnelles et habitus de classe, in Revue Française de Sociologie, vol. 14, n° 1, pp. 3–20, 1973.
- Luc Boltanski, Pierre Bourdieu, Castel (Robert), Un art moyen: essai sur les usages sociaux de la photographie, paris, Minuit, 1974.
- Luc Boltanski, Pierre Bourdieu, Castel (Robert), La fotografia. Usi e funzioni sociali di un'arte media, Rimini, Guaraldi, 1976 (II ed: 2004).
- Luc Boltanski, Les banques de données dans le système statistique public, Actes de la Recherche en sciences sociales, janvier n°1, 1975.
- Luc Boltanski, La constitution du champ de la bande dessinée , Actes de la Recherches en sciences Sociales, 1, 1975, p. 37-59.
- Luc Boltanski, Les usages sociaux de l'automobile: concurrence pour l'espace et accidents, Actes de la Recherches en sciences sociales, 2, 1975, p. 25-49.
- Luc Boltanski, Pouvoir et impuissance: projet intellectuel et sexualité dans le Journal d'Amiel, Actes de la Recherches en Sciences Sociales, 5-6, 1975, p. 80-108.
- Luc Boltanski, Note sur les échanges philosophiques internationaux, Actes de la Recherches en Sciences Sociales, 5-6, 1975, p. 191-199.
- Luc Boltanski, Pierre Bourdieu, Le titre et le poste: rapports entre le système de production et le système de reproduction, Actes de la Recherche en Sciences Sociales, 2, 1975, p. 95-107.
- Luc Boltanski, Pierre Bourdieu, Le fétichisme de la langue, Actes de la Recherche en Sciences Sociales, 4, 1975, p. 2-32.
- Luc Boltanski, Pierre Bourdieu, La critique du discours lettré, Actes de la Recherche en Sciences Sociales, 6, 1975, p. 4-8.
- Luc Boltanski, Pierre Bourdieu, La lecture de Marx: quelques remarques critiques à propos de Quelques remarques critiques à propos de "Lire le Capital", Actes de la Recherche en Sciences Sociales, 5-6, 1975, p. 65-79.
- Luc Boltanski, Pierre Bourdieu, L'ontologie politique de Martin Heidegger, Actes de la Recherche en Sciences Sociales, 5-6, 1975, p. 109-156.
- Luc Boltanski, Pierre Bourdieu, Le langage autorisé. Note sur les conditions sociales de l'efficacité du discours rituel, Actes de la Recherche en Sciences Sociales, 5-6, 1975, p. 183-190
- Pierre Bourdieu, Luc Boltanski, Le fétichisme de la langue, Actes de la recherche en sciences sociales, 4, 1975, p.2-32.
- Luc Boltanski, Pierre Bourdieu, Le sens pratique, Actes de la recherche en Sciences Sociales, 1, 1976, p.43-86
- Luc Boltanski, L'encombrement et la maîtrise des "biens sans maître" , Actes de la Recherches en Sciences Sociales, 1, 1976, p.102-109.
- Pierre Bourdieu, Luc Boltanski, Les professeurs de l'Institut d'études politiques , Actes de la recherche en sciences sociales, 2-3, 1976, p.66-69.
- Pierre Bourdieu, Luc Boltanski,  Un jeu chinois: notes pour une critique sociale du jugement , Actes de la recherche en sciences sociales, 4, 1976, p.91-101.
- Pierre Bourdieu, Luc Boltanski, La production de l'idéologie dominante , Actes de la recherche en sciences sociales, 2-3, 1976, p.4-73.
- Luc Boltanski, Les cadres autodidactes, Actes de la Recherche en Sciences Sociales, 22, 1978, p.3-23.
- Luc Boltanski, Taxinomies sociales et luttes de classes. La mobilisation de "la classe moyenne" et l'invention des "cadres" , Actes de la Recherche en Sciences Sociales, 29, 1979, p.75-105.

### Anni Ottanta
- Luc Boltanski, L'université, les entreprises et la multiplication des salariés bourgeois (1960-1975), Actes de la Recherche en Sciences Sociales, 34, 1980, p.17-44.
- Luc Boltanski, America, America... Le plan Marshall et l'importation du management , Actes de la Recherches en Sciences Sociales, 38, 1981, p.19-41.
- Boltanski, Les cadres. La formation d'un groupe social, Paris, Minuit, 1982
- Luc Boltanski, Laurent Thévenot, Finding One's Way in Social Space: A Study based on Games, Social Science Information, 22 (4-5), 1983, p. 631-680
- Luc Boltanski, Yann Darré, Marie-Ange Schiltz,La dénonciation, Actes de la recherche en sciences sociales, n°51, mars 1984.
- Luc Boltanski, The Making of a Class. Cadres in French Society, Cambridge, Cambridge University Press, 1987.
- Luc Boltanski, Bezichtigung und Selbstdarstellung: Die Kunst, ein normales Opfer zu sein, in Selbstthematisierung und Selbstzeugnis: Bekenntnis und Geständnis, Alois Hahn und Volker Kapp (Herausgegeben von), Suhrkamp, Frankfurt am Main, 1987, S.149-169.
- Luc Boltanski, Laurent Thévenot, Dir., Justesse et justice dans le travail, Cahiers Du Centre d'etudes de l'emploi, Paris, PUF, 33, 1989.

### Anni Novanta
- Luc Boltanski, L'amour et la justice comme compétences. Trois essais de sociologie de l'action, Paris, Métaillé, 1990.
- Luc Boltanski, Sociologie critique et sociologie de la critique , Politix, 10-11, 1990.
- Luc Boltanski, Laurent Thévenot, De la justification. Les économies de la grandeur, Paris, Gallimard, 1991.
- Luc Boltanski, La souffrance à distance. Morale humanitaire, médias et politique, Paris, Métailié, 1993.
- Luc Boltanski, Dissémination ou abandon: la dispute entre amour et justice. L'hypothèse d'une pluralité de régimes d'action , in P. Ladrière, P. Pharo, L. Queré, La théorie de l'action. Le sujet pratique en débat, Editions du CNRS, Paris, 1993, p. 235-259.
- Luc Boltanski, La présence des absents, Les cahiers de la Villa Gillet, n° 2, 1995, p. 51-71.
- Luc Boltanski, M. N. Godet, D. Cartron,Messages d'amour sur le Téléphone du dimanche, Politix, n° 31, 1995, p. 30-76.
- Luc Boltanski, 1996, Endless Disputes from Intimate Injuries to Public Denunciations, WP 96-2 in Networks and Interpretation, Department of Sociology, Cornell University.
- Luc Boltanski, Poème, Arfuyen, Paris, 1996.
- Luc Boltanski, 1996, Alertes, affaires et catastrophes , in Boltanski L., Chateauraynaud F., Lemieux C., Torny D. (dir.), Alertes, affaires et catastrophes: logique de l'accusation et pragmatique de la vigilance, Actes de la cinquième séance du Séminaire du Programme risques collectifs et situations de crise, CNRS, Paris.
- Luc Boltanski, Distant Suffering: Morality, Media and Politics, Cambridge University Press, 1999.
- Luc Boltanski, Critique sociale et sens moral. Pour une sociologie du jugement, in, Yamamoto, T., Andrew, E. G., Chartier, R., Rabinow, P., (eds.), Philosophical Designs for a Socio-Cultural Transformation, EHESS, Rowman & Littlefield Publishers, Tokyo, 1999, p. 248-273.
- Luc Boltanski, Laurent Thévenot, The Sociology of Critical Capacity, European Journal of Social Theory, vol. 2, n° 3, august 1999, p. 359-378.
- Luc Boltanski, Ève Chiapello, Le nouvel esprit du capitalisme, Paris, Gallimard, 1999.

### Anni Duemila
- Luc Boltanski, Une sociologie sans société?, Le genre humain, 1999-2000 , p. 303-311.
- Luc Boltanski, The Legitimacy of Humanitarian Actions and their Media Representation : the Case of France, Ethical Perspectives, vol.7, n° 1, 2000, p. 3-16.
- Luc Boltanski, La cause de la critique (I), Raisons Politiques, 3, 2000, p. 159-184.
- Luc Boltanski, La cause de la critique (II), Raisons politiques, 4, 2000, p. 135-159.
- Luc Boltanski, La philosophie politique à l'âge de la biopolitique. À propos de Politiques de la nature de Bruno Latour, Esprit, juillet 2000.
- Luc Boltanski, Lo spettacolo del dolore, Milano, Raffaello Cortina, 2000.
- Luc Boltanski, Ève Chiapello, Befreiung vom Kapitalismus ? Befreiung durch Kapitalismus?, Blätter für deutsche und international politik, avril 2000, p. 476-488.
- Luc Boltanski, Laurent Thévenot, The reality of moral expectations: a sociology of situated judgment, Philosophical Explorations, vol. III, n° 1, 2000.
- Luc Boltanski, Ève Chiapello, G. Ross, M. J. Piore, D. Reid, B. Kogut, Forum: Le Nouvel Esprit du capitalisme, in French Politics, Culture  & Society, vol. 18, n° 3, Fall 2000.
- Luc Boltanski, Ève Chiapello, Comment interpreter les changement du capitalisme. Réponses à quelques critiques, in Sociologie du Travail, 2001.
- Luc Boltanski, El Amor y La Justicia Como Competencias, Amorrortu Editores, 2001.
- Luc Boltanski, Ève Chiapello, Die Rolle der Kritik in der Dynamik des Kapitalismus und des normative Wandel, Berliner Journal für Soziologie, vol. 11, Issue 4, 2001, pp. 459–477.
- Luc Boltanski, Ève Chiapello, Esclusione e sfruttamento: il ruolo della mobilità nella produzione delle disuguaglianze sociali, in Borghi (a cura di), Vulnerabilità, inclusione sociale e lavoro, Franco Angeli, Milano, 2002.
- Luc Boltanski, The Left after May 1968 and the Longing for Total Revolution, in Thesis Eleven, 69: 1–20, 2002.
- Luc Boltanski, Nécessité et justification, in Revue économique, 53: 275-90, 2002.
- Luc Boltanski, "Una nuova componente dello spirito del capitalismo", in Agalma, n° 3, 2002: 9-21.
- Luc Boltanski,  Ève Chiapello, El nuevo espiritu del capitalismo, Ediciones Akal, Madrid, 2002.
- Luc Boltanski, "La natura dei feti", in Agalma, n. 4, 2003.
- Luc Boltanski,  Christian Boltanski, A l'instant, Léo Scheer, Paris, 2003.
- Luc Boltanski,  Ève Chiapello, Der neue Geist des Kapitalismus, UVK Verlagsgesellschaft, 2003.
- Luc Boltanski, Usages faibles, usages forts de l'habitus, in P. Encrevé e R.-M. Lagrave,  Travailler avec Bourdieu, Paris, Flammarion, 2003.
- Luc Boltanski, Une sociologie toujours mise à l'épreuve, in Ethnographiques, n° 5, 2004.
- Luc Boltanski, La condition foetale : Une sociologie de l'avortement et de l'engendrement, Gallimard ;  broché; essai, 2004.
- Luc Boltanski, Gli attuali cambiamenti del capitalismo e la cultura del progetto, in Studi di Sociologia, vol. 43, n. 4, pp. 369–388, 2005.
- Luc Boltanski,  Ève Chiapello, The New Spirit of Capitalism, London-New York, Verso, 2005
- Luc Boltanski, Stati di pace. Per una sociologia dell'amore, Milano: Vita e Pensiero, 2005.
- Luc Boltanski,  Ève Chiapello, The role of criticism in the dynamics of capitalism in Worlds of capitalism: institutions, economics, Performance and Governance in the Era of Globalisation, Max Miller (Ed), Routledge, London, 2005.
- Luc Boltanski, The Fetus and the Image War in Iconoclash: Beyond the Image Wars in Science, Religion and Art, pages 78–9, 2005.
- Luc Boltanski, Le mal, vue de gauche, in Revue d)'études théatrales, n. 9/10, pp. 19–30, 2005.
- Luc Boltanski, Ève Chiapello, The role of criticism in the dynamics of capitalism in Welten des Kapitalismus- Institutionelle Alternativen in der globalisierten Ökonomie, Campus, Frankfurt/New York, 2005.
- Luc Boltanski, Déluge. Opéra parlé, in Le nouveau recueil, n. 77, pp. 12–54, 2005.
- Luc Boltanski, Déluge. Opéra parlé (suite), in Le nouveau recueil, n. 78, pp. 5–18, 2006.
- Luc Boltanski, [web.me.com/tommaso.vitale Tommaso Vitale], Una sociologia politica e morale delle contraddizioni, in Rassegna Italiana di Sociologia, n° 1, pp. 91–116, 2006.
- Luc Boltanski, Christian Boltanski, Les Limbes, Editions M. F. Paris, 2006.
- Luc Boltanski, Vivere secondo progetti: il trionfo della labilità, in Vita e pensiero, n. 2, 2006.
- Luc Boltanski, Laurent Thévenot, 2006, On Justification. The Economies of Worth, Princeton, Princeton University Press.
- Luc Boltanski, Reponse, in Gardey D. (sous la direction de), Autour du livre de Luc Boltanski La condition fœtale, numéro à dossier de Travail, genre, société, n. 15, 2006.
- Luc Boltanski, 2007, La condizione fetale, Feltrinelli, Milano (prefazione di Tommaso Vitale, traduzione di Lucia Cornalba.
- Luc Boltanski, Claverie (Élisabeth), 2007,"Du monde social en tant que scène d'un procès", in Luc Boltanski, Élisabeth Claverie, Nicolas Offenstadt e Stéphane Van Damme (eds) Affaires, scandales et grandes causes. De Socrate à Pinochet, pp. 395–452. Stock, Paris.
- Luc Boltanski, Claverie (Élisabeth), Offenstadt (Nicolas), Van Damme (Stéphane) (eds), 2007, Affaires, scandales et grandes causes. De Socrate à Pinochet, Stock, Paris.
- Luc Boltanski, 2007, La souffrance à distance (II edition with a new post face and the new chapter: "La Presence Des Absents") Gallimard Folio essais, Paris.
- Luc Boltanski, Chiapello (Ève), Vitale (Tommaso) ,  2007, “La sociologia contro il fatalismo”, in Itinerari d'impresa, n. 11, pp. 231–237.
- Luc Boltanski, 2008, "Autour de De la justification. Un parcours dans le domaine de la sociologie morale", in Breviglieri, M., Lafaye, C., Trom, D. (dir.), Sens critique, sens de la justice, Paris, Economica.
- Luc Boltanski, Pierre Bourdieu, 2008, La Production de l'idéologie dominante, Paris, DEMOPOLIS.
- Luc Boltanski, 2008, Rendre la réalité inacceptable, Paris, DEMOPOLIS.
- Luc Boltanski, 2008, Nuits, Paris, ENS.
- Luc Boltanski, 2009, "Lieder", Paris, MF.
- Luc Boltanski, 2009, "De la critique. Précis de sociologie de l'émancipation", Paris, Gallimard.